# Huáscar Barradas
Huáscar Barradas (Maracaibo, estado Zulia; 12 de junio de 1964) es un músico, compositor y productor musical venezolano, el cual se especializa en la flauta.

## Biografía
A los nueve años de edad se sintió maravillado por el Cascanueces de Chaikovsky. Desde pequeño vio tanto Walt Disney que cautivó sus gustos musicales y siendo la flauta su más amado instrumento.
Comenzó sus estudios musicales en el conservatorio José Luis Paz. Posteriormente pasa a ser miembro fundador de la primera Orquesta Nacional Infantil, del mundialmente reconocido Sistema de Orquestas Infantiles y Juveniles de Venezuela.
Poco a poco desarrolla cada vez más su talento con la flauta y es así como comienza a interpretar música tradicional venezolana en la Estudiantina Juvenil del estado Zulia, lo cual fue un viaje que lo llevaría a conocer a la música popular y sus diferentes corrientes, incursionando en géneros con ritmos caribeños, además del jazz, el pop y diferentes corrientes musicales, de esta manera desarrolla un gusto y aprecio por todo tipo de música.
Con 12 años ofrece sus primeros conciertos como solista y a sus 16 años se une a una banda de música caribeña. Fue conocido como "El niño encantado por el sonido de su flauta". Luego con 17 años, le ofrecen una beca por parte del gobierno regional del Zulia y viaja a los Estados Unidos a cumplir el sueño personal de ser reconocido como “El Mejor Flautista del Mundo”.

### Carrera musical
En su viaje a San Jacinto de Texas gana el "Texas Junior College Competition" y al poco tiempo viaja a Nueva York al Brooklyn College a estudiar con Bernard Golberg, un maestro norteamericano que le enseñó mucho más de lo que creería.
Asimismo llega a estudiar Jazz en el City College de Nueva York con la leyenda del Jazz, el bajista Ron Carter, y la dirección de Orquesta en la Julliard School Of Music con el Maestro Vincent la Selva. Como también es invitado a conciertos, obras de teatros, musicales y óperas que influenciaron de alguna u otra forma en el desarrollo de su carrera.
Posterior a su graduación en el cum laude como Bachelor of Music Performances vuelve a su país natal, en donde se dedica a trabajar durante un año como flautista principal de la Orquesta Sinfónica de Maracaibo. Al poco tiempo se le presenta una nueva oportunidad en su vida, ganando una beca en Alemania para estudiar en la Escuela Superior de Música de Frankfurt.
En el año 1992 graba con el sello discográfico ARS Music su primer álbum, que llevaría por nombre "Huáscar Barradas Folklore From Venezuela". Luego de 12 años trabajando fuertemente en el exterior, regresa nuevamente a Venezuela y ganar por un concurso el cargo de flautista principal en la Orquesta Filarmónica Nacional de Venezuela y después fue seleccionado para formar parte de la Orquesta Sinfónica Municipal de Caracas durante nueve años como flautista coprincipal.
A lo largo de su trayectoria ha grabado 18 discos: tres discos sinfónicos, dos discos infantiles, dos navideños, dos discos con su Trío Acústico Venezolano y nueve discos con su banda de Maracaibo. Aunado a esto dos DVD en vivo "Entre Amigos 1 y 2", junto a grandes artistas de gran talla de Venezuela.